# هارتلند شمالی، ورمونت
هارتلند شمالی (به انگلیسی: North Hartland) یک منطقهٔ مسکونی در ایالات متحده آمریکا است که در هارتلند واقع شده‌است. هارتلند شمالی ۲٫۷ کیلومتر مربع مساحت و ۳۰۲ نفر جمعیت دارد و ۱۱۲٫۷۸ متر بالاتر از سطح دریا واقع شده‌است.